# Tullio Biscuola
Tullio Biscuola (Verona, 12 luglio 1894 – Rovigo, 13 febbraio 1963) è stato un maratoneta italiano.

## Biografia
Nato nel 1899 a Verona, a 25 anni partecipò ai Giochi olimpici di Parigi 1924, nella maratona, arrivando 22º con il tempo di 3h19'05"0.
Dopo il ritiro fu allenatore e combatté nella seconda guerra mondiale, facendo poi parte del movimento clandestino antifascista.
Morì nel 1963. A lui è intitolato il campo di atletica leggera di Rovigo.

## Palmarès
| Anno | Manifestazione  | Sede   | Evento   | Risultato | Prestazione | Note |
| ---- | --------------- | ------ | -------- | --------- | ----------- | ---- |
| 1924 | Giochi olimpici | Parigi | Maratona | 22º       | 3h19'05"0   |      |

## Campionati nazionali
1925
- Bronzo ai campionati italiani assoluti, 10000 m piani - 34'16"4/5